# Desaparición de Amarildo Dias de Souza
El 14 de julio de 2013, el ayudante de albañil negro brasileño Amarildo Dias de Souza, de 43 años, desapareció en circunstancias sospechosas, sospechosa de ser víctima de tortura y asesinato por violencia policial y su cuerpo escondido. Él fue detenido por agentes de la policía militar y conducido desde la puerta de su casa, en Favela da Rocinha, hacia la sede de la Unidad de Policía Pacificadora del barrio. Su desaparición se convirtió en un símbolo de casos de abuso de autoridad y violencia policial.Los principales sospechosos de la desaparición de Amarildo fueron los propios policías. En 2016, 12 de los 25 policías militares denunciados por la desaparición y muerte de Amarildo fueron condenados en primer grado, y en segundo grado ocho condenas fueron confirmadas, mientras que cuatro fueron absueltos.
En junio de 2016, el tribunal ordenó al gobierno del estado de Río de Janeiro pagar una indemnización a la familia del albañil Amarildo de Souza. La viuda y los seis hijos deberían recibir R$ 500.000 cada uno. En la sentencia, el juez determinó que los hijos reciban la pensión hasta que cumplan 25 años.El Estado también debe pagar a la viuda un salario mínimo mensual. Según la decisión, la madre adoptiva de Amarildo y sus dos hermanos deberán recibir R$ 100.000 cada uno. Cinco años después del asesinato de Amarildo, sin embargo, la familia aún no había sido indemnizada, ya que el caso se encontraba en la fase de apelación de la defensa. El importe a recibir es de 3,5 millones de reales. João Tancredo, abogado de la familia, afirmó: "El Estado desaparece, tortura y mata a Amarildo y luego aniquila a la familia al no pagar, al no hacer avanzar el proceso, al no impartir justicia a tiempo. Esto también es una gran perversidad".

## Víctima
Amarildo Dias de Souza (Río de Janeiro, 1965/1966 - Río de Janeiro, 2013) fue un ayudante de albañil negro brasileño. Habitante de la favela Rocinha, en la Zona Sur de Río de Janeiro, desde que nació. Amarildo fue el séptimo de 12 hermanos e hijo de una empleada doméstica y un pescador.Él fue Analfabeto, sólo escribió su propio nombre y comenzó a trabajar a los 12 años vendiendo limones. Casado con la ama de casa Elizabeth Gomes da Silva, Amarildo era el padre de Romeu y compartía una choza de una sola habitación con toda la familia. Conocido como "Boi", trabajaba como albañil y realizaba pequeños trabajos en la comunidad.

## Circunstancias de desaparición y muerte
Entre el 13 y el 14 de julio de 2013, una operación denominada Paz Armada movilizó a 300 policías en Rocinha y detuvo a sospechosos sin ser vistos por la policía, poco después de una redada que tuvo lugar cerca de la favela, y según la policía, 30 personas fueron detenidos, entre ellos Amarildo. Acababa de regresar de un viaje de pesca y fue detenido y llevado por policías militares de la Unidad de Policía de Pacificación (UPP) de Rocinha la noche del día 14. Fue liberado después de unos minutos en la comisaría después de completar la investigación. en la UPP de Rocinha, desde entonces no se sabe el paradero del albañil. Dos días después, la familia denunció su desaparición.

## Investigación y desarrollos
Según la versión policial, los policías habrían confundido a Amarildo con un narcotraficante con orden de aprehensión emitida por la justicia. La propia policía comunitaria es sospechosa de la desaparición de Amarildo.
La noche de su detención, dos cámaras frente a la UPP tuvieron problemas y el GPS de los coches de policía estaba apagado. Responsable de las dos cámaras de la UPP, Emive constató que estaban quemadas y afirmó que las fallas son frecuentes en redes eléctricas inestables. Sin embargo, de las 84 cámaras de Rocinha, sólo las de la UPP tuvieron problemas esa noche.
La Policía Civil fue informada que se encontró un cadáver en la comunidad de Rocinha. Los agentes lo buscaron, pero descubrieron que no era de Amarildo.
En una Auditoría Militar realizada para investigar el caso, se confirmó que el ex comandante de la UPP de Rocinha, mayor Edson Santos, sobornó a una vecina de la comunidad, Lucia Helena da Silva Batista, para que mintiera en su testimonio sobre el Caso Amarildo. Lucía, en su primera versión, incriminó al narcotraficante Thiago da Silva Neris como autor del asesinato de Amarildo. Tras revertir su declaración, Lucía dijo que el mayor le ordenó dar información falsa por temor a represalias de la policía militar contra su hijo, además de haber recibido un pago.
En 2016, 12 de los 25 policías militares denunciados por la desaparición y muerte de Amarildo fueron condenados en primer grado. En 2019, la Octava Cámara Penal de Justicia de Río de Janeiro absolvió a cuatro de los 12 policías acusados, mientras que las condenas de los ocho restantes fueron confirmadas.
El 22 de agosto de 2023, la Sala Sexta del Tribunal Superior de Justicia (STJ) decidió aumentar las penas de los policías militares condenados por la desaparición y muerte de Amarildo.

### Indemnidad
En junio de 2016, el tribunal ordenó al gobierno del estado de Río pagar una indemnización a la familia del albañil Amarildo de Souza. La viuda y los seis hijos deberían recibir R$ 500.000 cada uno. En la sentencia, el juez determinó que los hijos reciban la pensión hasta que cumplan 25 años. El Estado también debe pagar a la viuda un salario mínimo mensual. Según la decisión, la madre adoptiva de Amarildo y sus dos hermanos deberán recibir R$ 100.000 cada uno.
Cinco años después del asesinato de Amarildo, sin embargo, la familia aún no había sido indemnizada, ya que el caso se encontraba en la fase de apelación de la defensa. El importe a recibir es de 3,5 millones de reales. João Tancredo, abogado de la familia, afirmó: "El Estado desaparece, tortura y mata a Amarildo y luego aniquila a la familia al no pagar, al no hacer avanzar el proceso, al no impartir justicia a tiempo. Esto también es una gran perversidad".

## Reacciones
El caso de Amarildo se convirtió en un símbolo de desapariciones no resueltas por la policía. El mensaje “¿Dónde está Amarildo?” Se inició en las redes sociales, especialmente Facebook, con el apoyo de movimientos como río de paz, Mães de Maio y la Red de Comunidades y Movimientos contra la violencia. Los eventos fueron organizados por vecinos de Rocinha, con la participación de la sociedad civil. La repercusión aumentó, artistas como MV Bill, Wagner Moura y Caetano Veloso se pronunciaron públicamente, al igual que la Comisión de la Verdad de Río de Janeiro. La desaparición también se hizo conocida internacionalmente, desde Amnistía Internacional hasta el Financial Times.
El gobernador de Río de Janeiro, Sérgio Cabral, recibió a la familia de Amarildo y prometió “movilizar a todo el gobierno” para encontrarlo.

### En la cultura popular
El 14 de julio de 2023, diez años después del crimen, el documental Cadê o Amarildo? estrenado en Globoplay. La película, producida por el periodismo TV Globo, muestra testimonios exclusivos de dos testigos que nunca fueron escuchados por los tribunales, así como material inédito sobre las investigaciones del caso.